# 加藤康司 (校閲者)
加藤 康司（かとう やすし、1903年8月8日 - 1978年2月4日）は、日本の校閲者。

## 略歴
愛知県西加茂郡高橋村（現・豊田市）出身。1926年名古屋新聞（中部日本新聞）に入り、1928年朝日新聞に入って東京本社校閲部次長、1949年出版校閲部長から文芸春秋の出版物校正を担当するなど「校正の神様」といわれた。

## 著書
- 『赤えんぴつ 新聞づくり三十年』虎書房 1956
- 『続・赤えんぴつ 新聞づくり三十年』虎書房 1957
- 『校正おそるべし』有紀書房 1959
- 『赤えんぴつ四十年』有紀書房 1962
- 『校正 実務と研究』有紀書房 1966
- 『実務・用字用語辞典 執筆・編集・校正・文書事務のための小百科』編 実務教育出版 1970
- 『校正の進め方 基礎から実力養成への実例問題と解説』実務教育出版 1970
- 『辞書の話』1976 中公新書